# Al Santorini
Pour les articles homonymes, voir Santorini.
Alan Joel Santorini (né le 19 mai 1948 à Irvington, New Jersey, États-Unis) est un ancien lanceur droitier de baseball.
Il évolue dans la Ligue majeure de baseball avec les Braves d'Atlanta en 1968, les Padres de San Diego de 1969 à 1971, et les Cardinals de Saint-Louis de 1971 à 1973. Il fait notamment partie de l'édition inaugurale des Padres de San Diego, qui jouent en 1969 la première saison de leur histoire.

## Carrière
Al Santorini joue 127 matchs en 6 saisons dans le baseball majeur, dont 70 comme lanceur partant. Sa moyenne de points mérités en carrière se chiffre à 4,39 en 493 manches et un tiers lancées. Il compile 268 retraits sur des prises. Gagnant de 17 victoires contre 38 défaites, 4 de ses 5 matchs complets sont des blanchissages. Ses présences comme lanceur de relève lui permettent de réaliser 3 sauvetages.
Santorini joue son premier match dans les majeures le 10 septembre 1968 avec les Braves d'Atlanta. C'est aussi son seul match joué pour cette équipe. La batterie des Braves ce jour-là face aux Giants de San Francisco à Atlanta est composée de Santorini comme lanceur partant et de Walt Hriniak comme receveur, ce dernier jouant aussi son premier match dans les majeures. C'est la dernière fois que deux joueurs font leurs débuts dans les majeures le même jour avec Atlanta jusqu'à l'arrivée de Lucas Sims et Ozzie Albies près d'un demi-siècle plus tard, le 1er août 2017.
Santorini est laissé sans protection par les Braves à l'approche du repêchage d'expansion du 14 octobre 1968 visant à former les effectifs des Padres de San Diego et des Expos de Montréal, deux nouvelles franchises devant joindre la Ligue nationale au printemps 1969. Santorini est le 7e joueur réclamé au total lors de cette procédure spéciale et est choisi par les Padres, dont il est par conséquent membre de l'édition inaugurale en 1969. Échangé par San Diego aux Cardinals de Saint-Louis en cours de saison 1971, il évolue pour ces derniers jusqu'à son dernier match dans les majeures le 5 mai 1973.